# 有縁千里
『有縁千里』（ヨゥユェンチェンリ）は、日本の歌手・酒井法子が1996年5月22日に発売したミニ・アルバムである

## 解説
中国語で歌唱した楽曲とバージョンを収録した企画盤。『素顔 (ノーメイク)』と同時発売。
「我愛美人魚」は本人主演の同名テレビドラマ主題歌、「有縁千里」はそのエンディング・テーマとして使用された。

## 収録曲
| #  | タイトル                         | 作詞 | 作曲 | 時間  |
| -- | -------------------------------- | ---- | ---- | ----- |
| 1. | 「有縁千里（Duet with 孫耀威）」 |      |      | 04:23 |
| 2. | 「我愛美人魚」                   |      |      | 03:05 |
| 3. | 「夢冒険」                       |      |      | 03:10 |
| 4. | 「愛的心情」                     |      |      | 03:38 |
| 5. | 「微笑（微笑みを見つけた）」     |      |      | 04:30 |